# Knetterlint
Een knetterlint of ratellint is vuurwerk, vaak van het type schertsvuurwerk, dat bestaat uit een stuk buigzaam kruit dat na de ontsteking van de lont meerdere knetters achter elkaar produceert.
Een knetterlint bestaat naast het buigzame gedeelte uit een reeks kleine balletjes gemaakt met het type kruit (vaak een chemische samenstelling met onder andere bismut) dat per balletje voor een kleine vonkenuitspatting zorgt. Doordat meerdere van dit soort balletjes tegelijkertijd aangestoken worden met een enkel lint, verkrijgt men het zogenaamde knetter- of cracklingeffect.
Het kan zijn dat de verpakking dit type vuurwerk anders aanduidt; een voorbeeld hiervan is de naam "Magic Whip".

## Wet- en regelgeving
In Nederland zijn veel knetterlinten ingedeeld in categorie F1 – ook wel bekend als "fop- en schertsvuurwerk" – als "knetterpellets" met een maximale netto explosieve massa (NEM) van 3 gram per artikel. Hierdoor mag dit type vuurwerk het hele jaar door gekocht en gebruikt worden door consumenten.